# 三尾めぐ
三尾 めぐ（みお めぐ、1995年3月20日 - ）は、日本の元AV女優。マインズ所属。

## 略歴
2021年5月、マドンナ専属女優としてAVデビュー。同年12月にメーカー専属を離れ企画単体女優となる。
2023年7月、引退を発表。

## 人物
秋田県出身。
小学3年の時に電マで初めてオナニーをしたが、その時はオナニーとは分からずにしていた。最盛期には毎日オナニーをしていて、電マを押し当てすぎてクリトリスを痛めたことがある。
初体験は高校2年の時で、相手は初めての彼。
AV出演の動機は、憧れだったAVの世界を体験してみたいと思ったから。
週刊プレイボーイでは黒パンストが似合うことから「淑尻」のキャッチコピーがつけられた。

## 映像作品

### アダルトDVD
- 美女の中で、最も美女―。 大型新人 三尾めぐ 26歳 AV DEBUT!! 美女が多い都道府県ランキング1位『秋田』で1番キレイな人妻さん（5月7日、JUL-556、マドンナ）
- Madonna大型専属 第2章!! 美女が野獣になる、濃密接吻セックス。三尾めぐ（6月7日、JUL-594、マドンナ）
- Madonna大型専属第3章 初ドラマ作品!! 抱かれたくない男に死にたくなるほどイカされて… 三尾めぐ（7月7日、JUL-628、マドンナ）
- 町内キャンプNTR テント内で何度も中出しされた妻の衝撃的寝取られ映像 三尾めぐ（8月7日、JUL-665、マドンナ）
- 地元へ帰省した三日間、人妻になっていた憧れの同級生と時を忘れて愛し合った記録―。三尾めぐ（9月14日、JUL-697、マドンナ）
- 秘湯輪姦 都会の喧騒を離れた混浴温泉で快楽に溺れゆく美しき人妻―。三尾めぐ（10月12日、JUL-733、マドンナ）
- 出張先のビジネスホテルでずっと憧れていた女上司とまさかまさかの相部屋宿泊 三尾めぐ（11月9日、JUL-765、マドンナ）
- 美しい人妻のねっとり甘い接吻と高級ランジェリーSEX 田舎育ちの僕を誘惑する都会暮らしの叔父の妻 三尾めぐ（12月21日、JUFE-353、Fitch）
- 痴術廻戦 さつき芽衣 三尾めぐ 天然美月（12月24日、CSCT-012、TMA）

- セレブ妻調教 夫以外の子種で、孕むまで終わらない… 恥辱懐妊までの地獄の30日間 三尾めぐ（1月11日、APNS-270、オーロラプロジェクト・アネックス）
- レースクイーンラバーズ 三尾めぐ（1月11日、DPMI-066、ミル）
- 底辺クズ親子の肉便器に堕ちた上級国民美人妻 僕の目の前であられもない姿で何度もイカされる大好きなママ 三尾めぐ（1月18日、MVSD-494、エムズビデオグループ）
- 懐妊必至!誰もいないオフィス… わたし、絶倫上司のデカ男根に子宮を蹂躙されています… モデル級美人社員・変態種付け休日出勤（1月25日、APAK-213、オーロラプロジェクト・アネックス）
- 欲求不満な隣のお姉さんに一緒にAV見よ?と誘われて… 動画の挿入途中で発情しまくって何度も中出し 三尾めぐ（1月25日、HMN-113、本中）
- 今、失踪した愛しき婚約者の輪姦レイプ映像がDVDで送りつけられて来た… 三尾めぐ（2月8日、APNS-275、オーロラプロジェクト・アネックス）
- 硬くてデカいチ○ポが大好物!2～生まれながらの淫乱女性がデカチンを貪りイキまくる! 三尾めぐ（2月8日、CEMD-124、セレブの友）
- Gカップ迫力ボディとモデル顔負けのスレンダーボディ 超弩級エロフェロモンが24時間出まくりの美人妻2人が奇跡のWレズ解禁 人妻ならではのじっくりねっとりした舌づかいでお互いの身体を貪りつくす 三尾めぐ 田原凛花（2月8日、BBAN-360、ビビアン）
- 顔出し解禁!!マジックミラー便 一流百貨店に勤務する清楚で品格漂う美容部員さん 初めての公開ディープキス編 vol.04 8人全員SEXスペシャル!!潤んだ口唇の美容部員さんが舌を激しく絡め合わせる濃厚接吻に思わずオマ○コ本気濡れ!仕事中にもかかわらずキスまみれのデカチンSEX（2月15日、DVDMS-773、DEEP'S）
- 不良生徒の巣に堕ちた美人教師 三尾めぐ（2月15日、GVH-362、グローリークエスト）
- 夫の兄とNTR家庭内不倫 三尾めぐ（2月20日、NACR-507、プラネットプラス）
- 上司と部下の妻18 ～下衆な夫の上司に中出しされた妻～（2月22日、NSFS-067、ながえSTYLE）
- 一人暮らしの弟の部屋に通う美人姉との濃密近親相姦性交（2月25日、T28-611、TMA）
- 素人娘がM男君の自宅を訪問! 責め経験ほぼゼロのうぶな女子たちが、底知れぬM心に触発されドS痴女性が開花! 「もう出ちゃうんですか…//」 乳首舐め手コキや顔騎フェラで散々焦らした後は、杭打ち騎乗位で自ら腰を振ってイキまくる! M男君の10倍昇天してもまだ足りず、精子が空っぽになるまで強制連続搾取! 3（2月25日、SKMJ-259、赤面女子）
- 絶叫! 悶絶! ポルチオ開発! 子宮の奥にある奥の奥でイク女 2 三尾めぐ（3月8日、CEMD-141、セレブの友）
- ケツ穴のシワまで丸見えにして、アナタだけに見せつけるオナニーで激イキする15人の女たち!（3月8日、CEAD-397、セレブの友）
- マッサージ師のなすがまま、カーテン越しに上から下まで弄られまくりの人妻たち!!声を殺して、鼻息も荒くオイルで火照ったカラダをふるわせ旦那にバレずにイキ放題っ!!久々の中出しに子宮は切なく痺れ、たっぷり染み込む他人種がメスの性を目覚めさせるっ!! 5（3月10日、UMD-817、LEO）
- にっぽん国マラ神村 移住してきた奥さんに強制集団種付け儀式 三尾めぐ（3月15日、DDHZ-015、ドグマ）
- 夫の目を盗んで自宅不倫 三尾めぐ（3月15日、KSBJ-187、KSB企画/エマニエル）
- ウーマナイザーオナニー 2（3月15日、OVG-194、グローリークエスト）
- 入院生活が長過ぎておばさん看護師の透けパン尻でも余裕で勃起してしまう僕 4（4月7日、UMD-821、LEO）
- 仲良し美人姉妹がまさかの逆3P姉妹丼筆おろし!? 童貞君のお悩みを聞いているとウブで奥手な男子の仕草に膣キュンキュン! 息ぴったりな姉妹プレイでキ○タマ枯渇させるほどヌキまくる連続生中出し童貞卒業SEX!（4月8日、SKMJ-276、赤面女子）
- こんな私で「ごめんなさい」オナニー全員集合! 2（4月12日、CEAD-400、セレブの友）
- TOKYOストナンプロフェッショナル 体育大生のギャラ飲み大好き20歳・エリカちゃんと弾丸即パコ!!（4月19日、BLK-577、kira☆kira）
- 舞ワイフ セレブ倶楽部 No157 禁断の快楽 もう戻れない…（4月21日、ARSO-22157、AROUND）
- 遭遇率0.1%の尻神様ッ酔わせて自宅乱交! 中出しごっちゃんです（5月3日、COGM-015、こぐま/妄想族）
- ご褒美はお口でネおちんちんを舐めてしゃぶってイカせてくれるおしゃぶり大好きフェラビッチ!（5月3日、OVG-197、グローリークエスト）
- しくまれた媚薬痩身エステ 5 施術師が怪しいので警戒していたが、秘かに盛られた媚薬でまんまと快楽堕ち!!（5月12日、UMD-826、LEO）
- 年下M男クン喰い誘惑若妻は変態夫に逆調教されたアナル責め好き痴女（5月24日、MGMQ-093、MEGAMI）
- M字開脚でマ○コ見せつけJOI（5月24日、AGMX-124、SEX Agent/妄想族）
- ちんぐりオイルエステ 丁寧語の責めヌキ手コキで完全昇天（5月24日、AGMX-125、SEX Agent/妄想族）
- 痴漢師にパンストの中で手マンされ濡れシミができるほどイキ潮を吹きまくる美脚女 5（5月26日、NHDTB-668、ナチュラルハイ）
- ラッキーな胸チラを発見し、気づかれないように見てたけど、やっぱりバレてた?! 20 ～ヨガインストラクター編～（6月9日、UMD-828、LEO）
- 密室マッサージ店の媚薬で開発された性人形! 2  三尾めぐ（6月14日、CEMD-182、セレブの友）
- 監禁! 拷問! 調教! 絶叫! 絶頂! 強制絶頂絶叫拷問調教 無惨エリート麻薬捜査官 美BODY無限快楽地獄 三尾めぐ（6月14日、GMEM-069、AVS collector’s）
- 親友と初めての乱交ドキドキシチュエーション! 酔って乱れ下品に禁断3Pで黒歴史確定!（6月15日、PTS-491、ピーターズ）
- 素人女子大生限定! パンティ素股でカチカチち●ぽがアソコに擦れて赤面発情! クロッチは恥ずかし汁まみれ! そのまま生で擦り合わせて、ヌルヌルワレメに結局つるんっと入って生中出し!! 感度抜群・史上最速の秒イキ娘編（6月24日、SKMJ-299、赤面女子）
- 世田谷の妻たち 高級妻の性欲 那岐かなえ 26歳 世田谷在住（6月26日、SGT-055、ジュエル）
- 麻薬捜査官 残酷なる発狂の拷問 Episode-01:荒ぶる元格闘家の女、肉奴隷へのカウントダウン 三尾めぐ（6月28日、DBER-157、Baby Entertainment）
- パンスト美脚厨 三尾めぐ（7月5日、MGMJ-057、MEGAMI）
- お色気P●A会長と悪ガキ生徒会 三尾めぐ（7月5日、GVH-421、グローリークエスト）
- 妻が寝取られている現場に遭遇したのに僕は何もできず、ただ妻が何度もイかされるのを黙って見ていた 三尾めぐ（7月5日、MRSS-136、ミセスの素顔/エマニエル）
- リンパマッサージでガマンできずに綺麗なおねえさんのカラダを強引に弄りまくってたら感じてるようだったのでダメ元でお願いしたらヤラせてくれたッ!! 4（7月7日、UMD-834、LEO）
- 姪っ子調教日記 5 三尾めぐ（7月12日、KTRA-427、K-Tribe）
- ～溢れる性衝動に溺れるオンナ～ セックス・ドンナ 三尾めぐ 激エロ・3SEX（7月12日、CEMD-197、セレブの友）
- 美尻 × 中出し 美しい弧を描く尻を徹底的に責めつくす汗だくSEX 三尾めぐ（7月12日、TPPN-231、TEPPAN）
- 絶頂輪廻の高層椅子 2 暴れても逃げられない! 深き淫唇の奥から狙う昇天悪魔（7月12日、DBER-159、Baby Entertainment）
- 熟女連れ込み! 他人棒と遊ぶ人妻 盗撮ドキュメントのすべて 38 ～セックスレスで欲求不満な奥さんが甥っ子に禁断の近親猥褻～（7月12日、FFFS-041、熟女プライベート/熟女卍）
- THEドキュメント 本能丸出しでする絶頂SEX 綺麗な若妻連続中出し快楽乱交交尾 三尾めぐ（7月19日、BIJN-225、美人魔女/エマニエル）
- 唾液ダラダラ接吻痴漢 男を虜にするほどシャブり舐めつくす痴女従業員 2（7月21日、NHDTB-690、ナチュラルハイ）
- 優しすぎる素人奥さんが童貞君と生中出しで筆おろしデート ペットショップで働く人妻 めぐさん (31歳)（7月21日、HAWA-281、コスモス映像）
- 人妻さんいらっしゃい 僕の自宅でハメ狂った熟女さんをひっそりすべて盗撮しました。7（7月26日、AKID-097、お持ち帰り/熟女卍）
- 『もっと突いて!』 エッチなお嬢様は激ピスがお好き 三尾めぐ（8月2日、SQTE-427、S-Cute）
- 絶対本番禁止のデリヘル嬢にナマ中出し! 5  オイル素股でマ○コにチ○コを擦られてたら気持ち良すぎて思わずヌルっとナマ挿入! ダメよイヤよと嫌がりながら中出しされちゃう美おっぱい嬢（8月2日、OVG-201、グローリークエスト）
- 隣人盗撮 #4 ～JD2名・生P&S・25日分～（8月4日、STSK-034、素人39）
- 濡れてテカってピッタリ密着 神競泳水着 三尾めぐ ロリ可愛い女子の競泳水着姿をじっとりと堪能！着替え盗撮から始まり貧乳から巨乳にパイパン、ハミ毛、ジョリワキ等のフェチ接写やローションソーププレイや競泳水着ぶっかけ等を完全着衣で楽しむAV（8月11日、OKK-045、親父の個撮）
- 性欲旺盛な地方妻が越境開放セックス 3 「今日、主人には内緒で来ました…」 他人棒を求めて上京してきた美人妻に媚薬で焦らし高めて膣奥大量生中出し!!（8月12日、HEZ-446、ホットエンターテイメント）
- ゾウさんパンツでフェラ12人 ブリーフの先っちょからチ●ポを引っ張り出して喉奥でグポグポする気持ちいいフェラチオ 7（8月16日、KAGP-245、かぐや姫Pt/妄想族）
- 突然ですがおちんちん見てもらっていいですか? 9（8月25日、YARI-010、ヤリマン★ビッチーズ）
- 健全店で生殺されてアンアン言ってアピールしてたら… 三尾めぐ（9月2日、EKW-082、ワープエンタテインメント）
- 文京区にある女教師が通う整体セラピー治療院 33（9月6日、CLUB-688、変態紳士倶楽部）
- ホテル痴漢 11 集団中出しSP（9月8日、NHDTB-704、ナチュラルハイ）
- 真面目っ子の微乳いもうとと中出し性交 三尾めぐ（9月13日、KTRA-441、K-Tribe）
- 素人娘の全裸図鑑 26 今時の女の子12名が恥らいながら脱衣していく様子をじっくり撮影した、変態紳士のためのヘアヌードコレクション（9月13日、KAGP-249、かぐや姫Pt/妄想族）
- 機内の乗客は僕 (絶倫) ひとり! 暇を持て余すドエロいTバック痴女CAに囲まれて出発から到着まで何度もヤられまくった 夏希まろん 有岡みう 三尾めぐ（9月22日、DANDY-826、DANDY）
- 完全盗撮 同じアパートに住む美人妻2人と仲良くなって部屋に連れ込んでめちゃくちゃセックスした件。其の47（10月4日、CLUB-691、変態紳士倶楽部）
- 図書館で声も出せず糸引くほど愛液が溢れ出す敏感娘 27 汗だくピストン 2枚組 中出しSP（10月6日、NHDTB-712、ナチュラルハイ）
- 計画的相部屋で美人社員を犯っても満足できず… 部屋を連れ出し言いなりイカセ調教（10月6日、NHDTB-713、ナチュラルハイ）
- アナウンサー志望の名門校女子大生限定! 「女子アナはどんな状況下でも原稿を読めるはず!?」 固定バイブ淫語ニュース超過激リポート イタズラ妨害に屈せず原稿読み終えたら100万円! 途中で断念したら即ハメ中出し罰ゲーム!（10月18日、HJMO-511、はじめ企画）
- セフレの隣妻45歳と手を組んで… 階下に住む美人シンママ27歳の使ってないオマ○コをみっちり舐め尽くし僕の巨根で飼い慣らす（10月20日、NHDTB-719、ナチュラルハイ）
- 僕のカノジョを紹介します 僕だけが知っているHな素顔（11月1日、YMDD-299、桃太郎映像出版）
- 挑発面接室 三尾めぐ（11月4日、WKD-059、ワープエンタテインメント）
- 発禁 13 CA ひかり (27)（11月4日、WZEN-061、ワープエンタテインメント）
- セフレちゃん めぐ 会えば絶対ヤラせてくれる女（11月8日、BNST-049、ティーチャー/妄想族）
- マスク女子の卑猥なフェラチオ素人娘 2  12人（11月8日、KAGP-258、かぐや姫Pt/妄想族）
- CA飛行機痴漢 8 豪華版 乳首開発中出しスペシャル（11月10日、NHDTB-720、ナチュラルハイ）
- 素人バラエティ フライト帰りの美脚CA(キャビンアテンダント)限定!! 濡れたら光るストッキングのガニマタ素股でEDフニャチンを持続可能な勃起で射精できたら賞金100万円! 予想外にガチガチになったデカチンで敏感なクリトリスを擦られガックガク イキ潮! 潮! 2（11月10日、SVVRT-005、サディスティックヴィレッジ）
- 生意気だから犯したい。4  弟の嫁 三尾めぐ（11月22日、NSFS-140、ながえSTYLE）
- 素人バラエティ 街行く人妻限定! ’π1cm10万円’の極太ディルドチャレンジ! 「こんなぶっといの入らないよぉ… 照」とまたがった黒人よりデカいディルドにキツキツオメコをメリメリ開口され発情腰ふりが止まらない! 未体験のギガペニスで子宮口を刺激された産後感度爆上がった奥様にデカチンを見せつけると我慢できずに膣内が満タンになるほじくりピストンで連続中出しSEX!（11月23日、SVVRT-006、サディスティックヴィレッジ）
- 美脚キャビンアテンダントだけを狙う大手航空会社専門 追撃ピストンマッサージ 2（12月6日、CLUB-694、変態紳士倶楽部）
- 素人ヘアヌード大図鑑～現役国立大学生編（12月27日、SABA-805、S級素人）

- 光沢系。 三尾めぐ（1月12日、NEO-789、RADIX）
- 家族が不在中、自宅へ訪ねてきた部下に誘惑されて… 妻以外を知らなかった僕は脳がトロけるような濃厚 SEXで人生最高の中出しを何度もしてしまう自粛できない巣ごもり不倫 三尾めぐ（1月13日、HODV-21735、h.m.p）
- 人妻ナンパ中出しイカセ 38 神楽坂編（1月13日、HEZ-501、ホットエンターテイメント）
- 裏渋谷で見かけたマスク美人妻をナンパして中出ししよう!! 250min（1月13日、HODV-21737、h.m.p）
- ハイレグレースクイーン MAXアメイジング（1月17日、KDMI-047、ミル）
- 【シコり過ぎ注意】 個撮・ドスケベ娘・肉尻・ギャル・中出し・ハメ撮り（1月17日、TIKB-151、チキチキカマー/妄想族）
- 同窓会の後は… 三尾めぐ（1月24日、ALDN-119、タカラ映像）
- 素人バラエティ お金に困った高学歴JDと街行く一般男性のデカチンをマッチング! チ○ポを当てたら賞金100万円! 穴から生えたチ○ポをシゴいてしゃぶってヌルマンがクチュクチュになった素人娘は連続中出しを自分からおねだりしちゃうなんて!（1月26日、SVVRT-007、サディスティックヴィレッジ）
- 素人バラエティ 残業で激疲れした素人OLさんが初めてのローションマッサージ体験! ムレたストッキングを脱がして媚薬入り温感ローションでスクラブすると性欲覚醒! 敏感になったお疲れマンをじっくり刺激すれば、ガニ股失禁潮! 潮! 清楚なお口をぱっくり開いて、自分からデカチンを挿入しちゃうなんて!（2月9日、SVVRT-008、サディスティックヴィレッジ）
- 近親素股プレイでハプニング!! 姉がセックスの伝授中にガマン出来ずにヌルンと挿入（2月16日、UMD-857、LEO）
- 年が一つしか変わらない母ができました。里帰り先で何度も繰り返す汗だくベロチュウに火照る本気禁断性交編 三尾めぐ（3月14日、DASS-125、ダスッ!）
- 顔出し解禁!! マジックミラー便 働く女の最高峰! 大手航空会社のキャビンアテンダント 黒パンスト素股編 8人全員極上SEXスペシャル!! 美脚をおっ広げて赤面まんコキ! 濡れ出したCAオマ○コにヌルっと挿入!（3月21日、DVDMS-928、DEEP'S）
- トビジオっ! NEWS お正月新春あけおめSP特番 本番中、ずっと潮吹きっぱなし・失禁しても平然と原稿を読み上げる女子アナ（3月23日、SDDE-690、SODクリエイト）
- 妻がいる至近距離で平然とマッサージしながらこっそりチ○ポを挿入し腰振り騎乗位で中出しまでさせるエステティシャン 7（3月23日、NHDTB-752、ナチュラルハイ）
- 満員バスで固定バイブ痴漢されガニ股で尻を痙攣させながらイキ続ける女（3月23日、NHDTB-751、ナチュラルハイ）
- W挑発美少女 笑顔で男をイジり倒す美形な娘たち 三尾めぐ 幾田まち（3月24日、BANK-114、ま○こ銀行）
- 露骨に誘惑してくる欲求不満なスレンダー巨乳のお母さんとヤリまくった家庭教師の僕。 三尾めぐ（3月28日、ROYD-123、ROYAL）
- 潜入!! 噂のリンパマッサージ店 16 「裏オプション、いかがなさいますか?」（4月14日、UMD-865、LEO）
- 噂の露出狂先生「B組の三尾先生のヤバイ話、知ってる? 授業した後に、全裸で校内を歩き回っているらしいぞ」もう抑え切れない、生徒達の前で恥を晒してイキ狂いたい… 三尾めぐ（4月20日、FUNK-022、FunCity/妄想族）
- 「人は延々と潮を吹かされ続けたらどうなるのか?」をSOD女子社員が真面目に検証 2  手マン・特殊器具・男根でも実験! 噴射量・耐久時間をマジメに徹底調査! SOD性科学ラボ REPORT16（4月20日、SDJS-182、SODクリエイト）
- 親戚のエロガキにスカートもぐりクンニされ夫がいる至近距離でイってしまった叔母さんは挿入も拒めない6 失禁イキSP（4月20日、NHDTB-763、ナチュラルハイ）
- 羞恥! ある日突然男女社員混合強制OL健康診断2022（4月20日、SVSHA-002、サディスティックヴィレッジ）
- MM号からの挑戦状 in ザ・マジックミラー 素人女子大生 vs 日本一の遅漏男! 30分以内に射精させてMM号から脱出せよ! イカせられなかったらデカチン集団乱交で生中出しの罰ゲーム!!（4月20日、DVDMS-945、DEEP'S）
- 俺から逃げれると思うなよ? 滅多打ち体液ドロドロ調教FUCK 三尾めぐ（5月9日、DASS-138、ダスッ!）
- NTR孕ませバック痴漢 痴漢たちにイキ堕ちるまで廻され中出しされた新妻（5月11日、NHDTB-767、ナチュラルハイ）
- 布団に潜り込んできてフェラチオしてくる最高にかわいい彼女 4  18人（5月12日、HEZ-554、ホットエンターテイメント）
- 不妊治療をしている娘に中出しし続け精子提供をしていた。父と娘の密着300日の性交記録 桃色かぞくVOL.32 三尾めぐ（5月25日、SDMF-030、SODクリエイト）
- ガマンできず即ズボした相手はまさかの人違い!? 俺の肉棒で発情した女が自ら腰を打ちつけ大絶頂 3（5月25日、AKDLD-175、AKNR）
- 親の再婚でできた義姉二人と相部屋で生活する事に! W杭打ち騎乗位 & W乳首責めで毎日朝まで中出しさせられる僕。 三尾めぐ 穂花あいり（6月6日、MIAA-861、MOODYZ）
- 産後処女を奪われ一度イッたら長時間アクメで痙攣が止まらないイキッぱなしベビーカー妻 12（6月8日、NHDTB-779、ナチュラルハイ）
- 羞恥 新卒美少女を裸にして尻穴と膣穴の奥まで視姦する「セクハラ圧迫面接」 危険日に中出しされたのに不採用にされ号泣! 2023春（6月8日、SVSHA-009、サディスティックヴィレッジ）
- 新・償い 8 ～許してもらうために身体を捧げた妻～ 三尾めぐ（6月13日、NSFS-191、ながえSTYLE）
- hypno-drama 催眠濃度100%! 三尾めぐ（6月13日、SRMC-054、ヒプノシスRASH）
- しゃぶしゃぶ鍋パーティーで乾杯 宅飲み合コンからの王様ゲームで生パコ乱交ヤッちゃいました（6月13日、TPIN-056、椿鳳院）
- 終電なくしてナンパしたギャルにラブホでチェックアウト時間を過ぎてもチ○ポバカになるまで痴女られ続けた僕 三尾めぐ（6月20日、BLK-626、kira☆kira）
- マジックミラー号ハードボイルド 羞恥! 真夏のビーチ! ビキニ映え巨乳女子大生限定 勝ったら賞金30万円 負けたら待ったなしの即ハメ! 中出し野球拳! 水着ごしに分かるエチエチおっぱいと膣ヒダがデカチンを締め付ける生ハメを賭けて、アウト! セーフ! ヨヨいのヨイ～♪（7月6日、SVMGM-008、サディスティックヴィレッジ）
- 僕たちの露出魔先生 普段は厳しい女教師が校内露出に耽っている姿を目撃してしまった僕は… 「学校でなんて絶対ダメなのに… 恥ずかしい自撮りがやめられないの」（7月7日、GZAP-079、ゲッツ!!）
- 潜入っ!!●●駅北口から徒歩2分! これがウワサの闇リフレ!! 2（7月13日、UMD-877、LEO）
- 初めてお酒を飲んで酔った親友の彼女を寝取って中出ししまくった 三尾めぐ（7月16日、MXGS-1294、MAXING）
- こんなお尻見せつけられたら後ろから種付けしたくなるのは仕方がない… 3（8月10日、UMD-882、LEO）
- 相性抜群だったけど本番せずに終えた二人は別れ際の濃厚キスで燃え上がる!『次いつ会えるかわからないから… どうしても今スグしたいの!』デリヘル嬢との帰り際に求めあうルール破り時短SEX VOL.3（8月10日、DANDY-872、DANDY）
- 昼下がりの専業主婦 人妻母性マンション ～旦那の不在中に中出しで可愛がる仲よし奥さんたちの幸せな日常～ 三尾めぐ 上戸まり（8月15日、HMN-407、本中）
- ＃同人AV SNSで知り合った裏垢女子 めぐ（8月26日、JUKF-102、JUMP）
- 仕事が欲しくてAV制作会社の監督面接でやってきた女の子たちに行っていた職権乱用の一部始終… 2  8名収録（8月26日、JUKF-104、JUMP）
- 妻の事は好きだけど、それ以上に好きな人が出来てしまった。 遠距離不倫中出しセックス 三尾めぐ（9月5日、ADN-488、アタッカーズ）
- 媚薬チ○ポで即ハメ中出しされた後も完全にキマるまで侵入者に居座られ意識がぶっ飛ぶほどイカされまくる貞淑妻 3（9月7日、NHDTB-820、ナチュラルハイ）
- 本格的痴女道 わたし好みのドM君になってもらうから痴女しちゃいます。 三尾めぐ（9月12日、RKI-640、ROOKIE）
- 裏オプションを完全盗撮 激レア予約困難な神メンズエステ嬢の射精無制限生挿入中出し（9月21日、IENF-286、アイエナジー）
- たった7時間2人っきりにしてみたら… 結果、9発セックスしてました。 三尾めぐ（9月29日、PED-035、ドリームチケット）
- 街中で眠っているやりマン泥酔オンナ狩り 眠っていて意識がないことにやりたい放題! 寝ている隙にこっそり中出し! オンナが目覚めても生ハメ続行! 「生で入ってるからダメ! お願い抜いて!」と拒むが何度イってもガン無視 高速ピストン連続中出し金玉からっぽ 3（10月12日、SVCAO-003、サディスティックヴィレッジ）
- 吸引力抜群のザーメン姉さんたちヌキテクで昇天!! 最強痴女Wフェラ & W手コキの極!!（11月9日、UMD-894、LEO）
- 輪姦計画 美人OL編 三尾めぐ（12月5日、SAME-084、アタッカーズ）

- アナルのシワの数までハッキリわかる! ノーモザイク連続絶頂アナル見せオナニー 22（1月25日、IENF-314、アイエナジー）

### アダルトVR
- 僕の上司は容姿端麗で仕事も出来る会社のエース。 相談があると誘われ飲みに行くと、ハイペースで酒を飲まされ、気付いたらラブホテル… ぐいぐいとアプローチしてくる美人上司に僕は… 三尾めぐ（12月9日、URVRSP-137、unfinished）
- VR 痴術廻戦（12月24日、TMAVR-142、TMA）

- レンタル彼女でJ○お散歩オプションを頼んで学生時代に戻った気分で楽しんでいると彼女もまんざらではなく段々とテンションの上がってきた2人は禁止されているホテルで盛り上がって美尻をとことん堪能しながら朝を迎えるまで何度も何度も中出しSEXをしまくった… めぐ（1月12日、URVRSP-138、unfinished）
- 非日常で5感を体感する癒しといやらし音のASMR耳舐め性交 朝倉ここな 三尾めぐ（2月28日、TMAVR-151、TMA）
- 実技教習が終わるたび車内で性の実技コース! 低速⇔高速ギアチェンジ騎乗位で一滴残らずザーメン搾り めぐさん 三尾めぐ（3月2日、DSVR-1105、SODクリエイト）
- 世話焼き年上彼女とキスハグしまくり! 幸せホルモン分泌されまくりのイチャラブセックス! 三尾めぐ（4月22日、AQULA-002、AQUA）
- 1泊2日射精し終えるまでエンドレスに悦楽感度を満足させる逆夜這い旅館 三尾めぐ（4月24日、VRKM-611、KMPVR）
- 一生抜け出すことの出来ない膣のうねり 長年連れ添ったセフレに心もカラダも虜にされたボクは…。三尾めぐ（6月19日、SAVR-184、KMPVR-彩-）
- 催眠銭湯 女湯に忍び込み片っ端からマインドコントロール中出し洗脳 完全肉便器ハーレム 小花のん 三尾めぐ 田中ねね 夏川うみ（10月7日、NHVR-191、ナチュラルハイ）
- 天井特化アングルVR ～幼馴染と甘酸っぱいセックス～ 三尾めぐ（10月27日、VRKM-776、KMPVR）
- ※フェラ嫌い人は見ないでください※ HなフェラVR図鑑（12月3日、SPIVR-041、SPICY VR）
- 黒パンスト × オイル尻コキ（12月31日、SPIVR-043、SPICY VR）

- ワガママ誘惑で復縁を迫る元カノ!! 身も心も窒息するノーパン騎乗 三尾めぐ（3月29日、VRKM-918、KMPVR）
- 乳首集中責めVR（3月31日、VRKM-896、KMPVR）
- ずっと見つめながら手コキしてあげる♡（4月2日、VRKM-910、KMPVR）
- 上級国民セレブ妻が弱者男性のボクにだけ見せられる下品な痴態 薄暗いタコ部屋で媚薬オイルにまみれながら濃密性交する昼下がり 三尾めぐ（6月16日、CAFR-553、CASANOVA）

- 美人人妻の激狭ワンルームに居候 至近距離美ボディ無自覚誘惑に理性崩壊して中出しSEXしまくった夜 三尾めぐ（1月24日、PXVR-120、P-BOX VR）

### アダルト配信
- No.1187 三尾友里（12月9日、舞ワイフ）
- 【美脚痴女イキ乱れ】【最強のドビッチ美女】【スレンダーな淫ボディ】【肉食系搾精SEX2NN】皆が求める痴女の完成形が降臨!!含み笑いが色気ムンムンのムン!!スレンダーながらむっちり太ももにしゃぶりつけば…全身性感帯のド淫乱性癖発覚!!百戦錬磨のドエッチSEXテクニックで連続搾精NN収録!! / ラブホドキュメンタリー休憩2時間 / 123 肉食系色気マキシマム美女!! 神に愛されスレンダー淫ボディで男に迫る搾精騎乗位2NN!! / めぐ / 23歳（12月11日、NTK-671、プレステージプレミアム）
- 【初撮り】【スレンダー美脚】【激突きバック】小悪魔的笑顔でお客さんを誘惑する受付嬢が登場。21歳とは思えない色香を振りまき男根を巧みに舐め上げると大好きな膣奥を何度もノックされ.. ネットでAV応募→AV体験撮影 1704 めぐ 21歳 ゴルフクラブ受付（12月11日、SIRO-4723、シロウトTV）
- 〈貞操観念ガバガバ若妻!禁欲2日間でもう限界!? 露出オナニーから逆ナンフェラ、生ハメ中出しまでしちゃう完全暴走SEX!〉自分が一番エロイと豪語する社長令嬢! 突如アパートの非常階段で電マオナニー! 逆ナンで男を落とし乳首舐め手コキ&フェラ! 2日ぶりのSEXに禁欲解放!感度爆上がり覚醒オーガズム!「これぇ! 駄目ぇええ! 気持ぢいぃ」 大声で喘ぎ叫ぶ絶頂しまくり中出し3連発!!! メグさん 26歳 専業主婦 (社長令嬢)（12月12日、MAAN-727、プレステージプレミアム）
- 家まで送ってイイですか? case.190 三宅さん 22歳 大学生 (キャバクラでバイト)  出会って4秒で即ズボ! <<2021年度性欲ナンバーワン>> 絶倫マンコの◯濱ねる!⇒現役体育大生… 元・オ〇ンピック候補生の過去⇒アスリート美ボディ!高速グラインド騎乗位⇒黙ってイク! うるさくもイク! とにかくイク!⇒「もう死にたい」天井見つめて語る… ホストクラブ狂騒時代（12月17日、DCV-196、ドキュメンTV）
- 【神美尻の体育大JD】【現役スプリンター中出しSEX】【えちえちトライアスロン2NN開始!!】変態だ!! 変態だ!!ぜったい変態だ!! (●体大コール風)理性崩壊ぶち壊し系淫乱体育大JD!!まさにスプリンターな締まった下半身は締まり最高!!短距離走の選抜なのに夜の方は…「じっくり攻め希望♪」 SEXマラソン好きエチョナJDとド淫乱なまちんトライアスロン2NN開始!! / 男優のセフレ / No.91 みお / 21歳 / 天下一品の神美尻の体育大JD!! スプリンターヒップが織りなす極上の搾精ムーブ2NN!!（12月18日、

| NTK-674、プレステージプレミアム）
- 〈超神回! ギャル系彼女〉 アダルトショップで羞恥プレイを楽しむ変態カップル発見w かなり年の差を感じるが、彼は彼女より20以上も上。お盛んな20代の彼女を満足させたいそんな気持ちで彼は賛成だが… 彼女は冷たい返事。しかし5年記念日に「全ての欲を満たしてあげたい!」と彼が提案。彼女も気持ちに応える形でOK! 今までクールだった彼女も他人棒を見て大興奮。THEギャップ。中出しまでゴチですw れんさん (26) ラウンジの店長（12月29日、NTR-038、NTR.net）

- ※流出映像※ フォロワー1万人 人気素人レイヤー メ〇〇る コスホリ裏で濃厚フェラチオ【拡散厳禁】（1月7日、超時空夢幻カメコ）
- めぐちゃん 24歳（1月12日、NFLX-005、ねっとりフリックス）
- めぐみ（1月14日、STCV-059、素人CLOVER）
- ※流出オフパコ映像※ フォロワー1万の人気レイヤーはやっぱり痴女だった! ホテル個撮でハメ撮りSEX 強烈顔騎、精子搾り取るビッチ腰振りしてくるエロレイヤーに孕ませ種付けしたった【拡散厳禁】（1月14日、超時空夢幻カメコ）
- 【中出し超濃厚2連発!!!】 絶世の秋田美人が欲求不満でヤリに来た! 野外プレイがお好きな奥様は人影のない非常階段に撮影隊を連れ込み早速デカチンを堪能! 【こっそりフェラ抜き】超スレンダーな美ボディは挿れただけで絶頂するほど超敏感!!! エロランジェリー&オイルプレイでセレブ若妻を味わい尽くす!!!の巻 三尾めぐさん 25歳 不動産業経営者の奥様（1月24日、MIUM-784、プレステージプレミアム）
- めぐ（2月13日、TKMJ-003、東京恋マチ女子）
- マジ軟派、初撮。 1761 めぐ 23歳 自宅警備員 モデルのような出で立ちのニート女子をナンパ! 不倫しちゃったりでまともな恋愛してない乾いた心… 甘い言葉で褒めちぎってSEXへ誘導! スベスベ美脚を広げての膣奥ピストンで感じまくり!（2月20日、GANA-2656、ナンパTV）
- 【美人OL】【清楚でドエロ】めぐちゃん登場! 『寝れないからセックスをw』仕事でイライラで毎日寝れない。そんな時はセックスで解消!? イキまくれば疲れ果てて、ぐっすり寝れるでしょ♪ 『セックスは睡眠導入剤です!』【即イキ】【大量潮吹き】セックスが生きがいっと豪語する彼女はとにかくイキまくります!! 中イキ大好きOLはこれでもかと即イキ連発!! 絶頂するたびに吹きまくる大量潮吹きスプラッシュSEXを見逃すな!（3月1日、ARA-530、ARA）
- 芽衣（3月1日、IMGN-034、imagine）
- 【エンドレス無限おねだりファック】余分な前説、ヌルい前戯、一切無し!! イキなりフルスロットルで、超絶セックス中毒の激カワ素人娘をイカせまくるッ!!! 「激ピスがイイ!」 マ○コがぶっ壊れるくらいのデカチン爆裂ピストンをひたすらおねだりする無限エクスタシー美女!! セックスを愛しセックスに愛された彼女いわく、「セックスの疲労はセックスで回復する」らしい。つまり倒すの無理ゲーな究極セックス生命体!!!! 無敵の裏ボス美女のイキっぷりがエロ過ぎる!!! りおさん (仮名) 21歳 大学生（3月9日、TEN-033、DIEGO）
- 東條めぐみ（3月10日、TKK-015、東京恋人）
- ガマンできず即ズボした相手はまさかの人違い!? 俺の肉棒で発情した女が自ら腰を打ちつけ大絶頂 3（3月17日、AKDL-175、AKNR）
- 初ハメ撮り_明日●キララ似の美女と連続SEX（3月18日、IND-041、インディ）
- めぐみ（3月25日、HOI-221、素人ホイホイZ）
- 美しい現職CA。勤務中を隠し撮り。下ろした髪型が可愛い私服姿でデート、カラオケ店でいたずら。美しい制服姿で4P大乱交。【限定発売】（3月28日、ワクチン）
- 育乳エステ中に乳首イキ! 快楽に耐え切れずにチ○ポを求めてきた女（4月7日、AKDL-179、AKNR）
- 三尾友里（4月9日、MYWIFE-587、舞ワイフ）
- 泥●ちょろまんギャルのナマパコフレンド めぐたん（4月27日、HMLG-004、ハメログ）
- 【セックス偏差値Sランク】 淡泊そうで責め好きなOL めぐ 25歳 極上手コキで男を翻弄し爆イキSEX!（5月19日、AKDL-187、AKNR）
- 【早漏 & 超名器♪ キツマン注意!! 極上スレンダー金髪美人GAL】 本物お嬢様ギャル・バレンシアちゃん降臨!! 育ちの良さを感じさせる美人ギャル! 見た目もエッチも正しく上級! 見つめながらのバキュームフェラで骨抜きにされちゃう♪すぐにイっちゃう敏感体質! 爆潮かますマ●コは異次元の気持ちよさ!! オンナも男もイキまくりSEX5本番!! すらっと長い手足に似つかわしく無いデカ尻揺らして連続昇天! → もちのロンで特濃なま中出し♪ 喘ぐ姿に気品すら漂うセレブギャルに精子全部搾り尽くされる神回…!!（5月21日、JAC-129、Jackson）
- 街中を颯爽と歩く元スプリンターの美人OLをGET!! スーツの上からでも分かる程よい筋肉の美脚と美尻に期待が高まる! こんなに美人なのに6年も彼氏なし! 酒の力で寂しさに漬け込みなし崩し的にSEXへw中出しOK、2回戦を必死に懇願でギャップが凄いw：今日、会社サボりませんか? 58 in 目黒 めぐちゃん 23歳 スポーツ用品店営業（5月23日、MIUM-830、プレステージプレミアム）
- 顔面優勝200点!! 【艶肌肉感のスレンダーエロBODY】×【敏感超トロ顔汗だくSEX】 服はエロいはあざといわで隣に来るだけで勃起レベル! しかも公共の場でヤりたい放題のモラルゼロJDww 難なくホテルインしたらもう顔面もマ●コもトロットロ! 指入れたら超キツマンでいきなりビッシャビシャの潮まみれ! 窓が曇るほどの高温多湿SEXで引き締まった弾力ボディを仰け反らせ無限イキッ!! 寸止めしたら「意地悪しないでぇ…」ってカワイ過ぎww お詫びにノリで大量中出しッ! 本人も大喜びでした○：朝までハシゴ酒 99 in 恵比寿駅周辺 めぐ 21歳 大学3年生 (キャバクラ勤務)（6月10日、MIUM-822、プレステージプレミアム）
- 隣人JD盗撮 雑誌で見たことある有名女子 元ジャ彼氏とイチャラブセックス & オナニー（6月17日、ジッタ隣人）
- 特別に先生のセックス見せてあげる。でも君は見るだけだよ? 三尾めぐ（6月19日、GAGO-002、J-MODEL）
- 【SEXの天才】【ハメ潮ブッシャー】【ずっとイキッパ痙攣絶頂】【全身舐め好きド変態】【濃厚中出し顔射2連発】SEXの天才現るッ! 舐めて、潮吹いて、絶頂して、大谷もびっくりの攻守兼ね備えた二刀流メジャー級ギャルが降臨! とんでもないドエロの攻防から目が離せない! イッて、イッて、ずっと痙攣絶頂!! あまりのエロさに全編面白いようにヌけるッ!! ※是非あなたの目で確かめてください! ギャルすたグラム #046 全身舐め好きド変態歯科助手 (23) SEXの天才 ちひろちゃん（6月24日、SGK-092、はめちゃん。）
- めぐ（6月27日、MKGF-002、民泊経営者の極秘ファイル）
- 【NTRナンパvol.001】【今カレとのセックスじゃ欲求不満】【押しに弱い断れないガール】【豊満むっちりボディ】いまの彼氏じゃ満足できない欲求不満ガール! 出没! ナン街ック天国NTR #001 誘われたら断れない欲求不満浮気淫乱ボディ (23) ＠ めぐみ（6月30日、PAK-015、ハメちゃん。）
- めぐ (23)（7月11日、SPBJ-003、すっぴん美人）
- めぐ（7月15日、SCTUE-1245、S-Cute）
- MEGU（7月27日、STH-031、素人ホイホイSH）
- めぐ 2（7月30日、SCTUE-1246、S-Cute）
- ラグジュTV 1596 めぐ 25歳 受付嬢 『普通に付き合うのがつまらない… 相手のモノを奪うのが好き』 危険と隣り合わせの関係に興奮する魔性のお姉様! AV撮影という新たな刺激に身を任せ、巨根の刺激に恍惚の表情を浮かべながら喘ぎイク!（8月5日、LUXU-1644、ラグジュTV）
- SSSSSランクの長身で剛毛な女子アナと中出し2発（8月9日、イチャラブヘイタ）
- 【中出しドキュメント】 最強美脚SSS級モデル系女子 三尾めぐ ＠ ノースキンズ!（8月12日、NOSKN-011、ノースキンズ）
- めぐみ (22)（9月25日、HOI-221、素人ホイホイZ）
- 【配信専用】絶対主観!! もはや精子が枯渇寸前! 超気持ちイイッ!! 乳首舐め手コキ #11（9月29日、FCP-115、ふぇちぽいんと）
- めぐ（11月1日、HHSI-027、えちえち素人）
- 美幸（11月10日、KING-113、素人参加バラエティ）
- みお（11月23日、KING-116、素人参加バラエティ）
- MM●13ちゃん（11月25日、ECSN-013、エ●コ●仙人）
- みお（11月30日、OJL-004、おじさんLOVE）
- みつき（12月22日、KING-205、素人参加バラエティ）
- A124ちゃん & I124ちゃん（12月30日、SHINKI-124、蜃気楼）

- 【「感じてない」ポーズを他人棒で崩され夫の目の前で異常にイヤラシイ本性をさらけ出すギャップ萌え淫乱妻】可愛い妻を友人に寝取らせてみたら…【みお(24) / 結婚1年目】（1月9日、DDH-140、ドキュメントdeハメハメ）
- 【どエロ過ぎるドMさん6変化!!】つめ込み過ぎてごめんなさい! 清楚に見えた美人OL、マ●コを開けたら超どエロ!! 咥えてハメてイキまくる!! やり過ぎました4セックス驚異の3時間!!! 三根さん / 某大手証券会社 営業企画部 入社2年目（1月30日、MIUM-870、プレステージプレミアム）
- 上手な指使いと舌使いが最高にたまらない巻き髪が素敵な超美人人妻 めぐさん27歳 推定31回の逝き（1月31日、DHT-0523、BiBiD）
- 【最高峰美顔!!】超美形セレブ奥様はクンニ好き!? プライドが高くクンニをしない旦那に不満気味! プロの舌技にビクビクイキ乱れた後は… そのお美しいお顔に大量ぶっかけ! & 生中出し!! 舞弥（2月18日、MLA-117、まんまんランド）
- めぐめぐ（2月21日、PCOTTA-516、パコッター）
- めぐめぐ 2（2月21日、PCOTTA-541、パコッター）
- 【激烈潮昇天!!】 被害総額約300万!? 絶対に許さない… 結婚を匂わせその美貌で婚活男性から大金を騙し取る魔性のオンナに中出し制裁!!!【case:10 / 婚活詐欺女子】かえら（2月28日、NKD-010、黒船）
- （仮）暗黒042さん（3月24日、ANKK-042、暗黒）
- 人妻さん002（4月29日、HDSN-002、人妻さん）
- 舞弥 (まや)（5月18日、MLA-117、まんまんランド）
- めぐ（7月7日、ION-169、ION イイ女を寝取りたい）
- まつしたさん (仮)（9月6日、HAME-0013、シロハメ）
- 【NTR托卵中出し】俺以外の精子で婚約者の彼女を孕ませてくれ…! 托卵願望に目覚めてしまった重症彼氏の性癖に付き合わされる悲劇の超美人!! そんな彼女を襲う鬼突きピストンでハメ潮3連発!! そしてラストは妊娠確定?!の托卵中出し!! あいら（9月29日、MLA-154、まんまんランド）
- 限界集落の病院を支える看護師の献身 「医療従事者として私たちは、患者様の前では絶対に表情を崩しません」（10月23日、SGKI-00001、SHIGEKI）
- 仲村メグ（10月30日、ぎがdeれいん）
- みお（12月25日、DDH-140、ドキュメント de ハメハメ）

### イメージDVD / BD
- Megu 夫も知らない素顔（2021年9月16日、REBD-589(DVD)、REBDB-575(BD)、REbecca）

## 書籍・出版

### デジタル写真集
- 美熟女No.1!Madonnaキャンペーン! 〜専属女優スペシャルフォト〜（2021年6月7日、FANZA BEAUTY COLLECTION）
- マインズ14ガールズ 14人の極上ヌード（2021年11月1日、小学館、撮影：市川智也）
- Megu 夫も知らない素顔（2022年2月11日、REbecca）
- ドキッ! 丸ごとヌード 全裸だらけの水泳大会（2022年4月28日、小学館、撮影：LUCKMAN）
- 想い出巡り【グラビア写真集】三尾めぐ（2022年5月13日、プレステージ出版、撮影：柳沢康太）
- 想い出巡り【ヌード写真集】三尾めぐ（2022年5月13日、プレステージ出版、撮影：柳沢康太）- 特典映像付属。FANZA版、MGSブックス版は、それぞれ異なる特別カットを収録。

### 雑誌
- 週刊実話 2021年5月27日（日本ジャーナル出版） - 袋とじ「初脱ぎ淑女」
- 月刊FANZA 2021年7月号（ジーオーティー） - インタビュー「HATSUMONO!」
- 週刊アサヒ芸能 2021年9月16日号（徳間書店） - グラビア「結婚2年目26歳、リアル若妻女優のお戯れ－。」
- 週刊実話 2021年10月28日（日本ジャーナル出版） - 袋とじ「若奥さまの秘密」

## 出演

### オリジナルビデオ
- 夜王伝説4 美女が溺れる残酷で美しいネオンの夜（2022年6月3日、ネクスタシーEX）[8]

### ウェブテレビ
- ロンドンハーツABEMA特別編（2022年5月31日、ABEMA）- アンケート協力[9]